# Павликов Дор
Павликов Дор — упразднённая деревня в Кичменгско-Городецком районе Вологодской области.
Входила в состав Енангского сельского поселения, с точки зрения административно-территориального деления — в Нижнеенангский сельсовет.
Расстояние по автодороге до районного центра Кичменгского Городка — 70 км, до центра муниципального образования Нижнего Енангска — 18 км. Ближайшие населённые пункты — Веселая, Большое Скретнее Раменье, Рыжухино.
По данным переписи в 2002 году постоянного населения не было.
8 августа 2020 года была упразднена.